# رودجر ويلد
رودجر ويلد (بالإنجليزية: Rodger Wylde)‏ هو لاعب كرة قدم بريطاني في مركز الهجوم، ولد في 8 مارس 1954 في شفيلد في المملكة المتحدة. لعب مع أولدهام أثلتيك وسبورتينغ لشبونة وستوكبورت كونتي وشيفيلد وينزداي ونادي بارنسلي ونادي روذرهام يونايتد ونادي سندرلاند.